# 维亚切斯拉夫·米哈伊洛维奇·舒姆斯基
维亚切斯拉夫·米哈伊洛维奇·舒姆斯基（俄语：Вячеслав Михайлович Шумский，1921年12月17日—2011年1月23日）是苏联摄影师。

## 生平
出生于莫斯科，在全苏国立电影学院学习，毕业后为高尔基电影制片厂工作。曾是苏联电影《这里的黎明静悄悄》的主摄影师。2011年1月23日上午在莫斯科过世。

## 荣誉
- 三次苏联国家奖（1970年，1975年，1985年）
- 俄罗斯苏维埃联邦社会主义共和国人民艺术家（1982年）
- 列宁奖（1980年）
- 俄罗斯苏维埃联邦社会主义共和国功勋艺术家（1969年）